# 한국의 성씨와 이름
한국의 성명(姓名)은 성(姓)과 이름(名)으로 구성된다.한국에는 2015년 기준 5,582개의 성씨가 있는 것으로 조사되나, 대한민국 정부 수립 이전부터 존재했던 역사적 성씨는 250여 개이다. 성은 본관(本貫)에 따라 구분된다. 한국의 성씨는 삼국 시대 이후 이두식 이름을 쓰다가 7세기 이후에 중국의 성씨 제도를 차용한 것이 많다. 한국의 성씨는 김(金), 이(李), 박(朴), 최(崔), 정(鄭)이 인구의 과반수를 차지하고, 대부분 한 음절로 이루어져 있으나, 두 음절로 된 복성(複姓)도 있다. 이름은 대부분 두 음절이 일반적이다.

성(姓)은 김(金), 이(李), 박(朴), 최(崔), 정(鄭)이 대한민국 인구의 과반수이다.(KNSO, 2000)
김(金)
이(李)
박(朴)
최(崔)
정(鄭)
그 이외

## 성과 씨의 차이
성(姓)은 출생의 혈통을 나타내는 집단의 호칭이다. 한자의 뜻을 풀어놓은 중국 최초의 자전인 《설문해자》에 따르면, "姓은 人之所生也"로 혈통을 나타내는 표지로 쓰였다. 한국에서 성은 부계 혈통의 표지로 쓰여 아버지의 성을 따르고 평생 바뀌는 일이 없었다. 이에 대해, 씨(氏)란 동일 혈통의 사람들이 각지에 분산될 때에 각 지역에 분산된 일파를 표시하기 위한 표지였다. 즉, 씨는 핏줄이 아니라 땅과 연계되어 있는 개념으로, 한국의 본(本)과 유사하다. 한국의 성(姓)은 본(本)을 필수요소로 하여 각 성마다 한 개 이상의 본관(本貫)이 있고, 성이 같더라도 본이 다르면 동족(同族)으로 보지 않는 것이 일반적이다.
한국은 성과 이름을 성명(姓名)이라고 하는 데 비해, 일본은 씨명(시메이, 氏名)이라고 하는데 일본의 씨(氏)는 지명에서 따온 경우가 많다. 다만, 일본은 1870년까지 무사(武士) 아래 계급에는 성씨를 가질 수 없게 하다가, 메이지 시대인 1875년에 '성씨 의무령'에 따라 대부분의 사람들이 씨를 갖게 되면서 출신지의 지명이나 지형적 특징을 씨로 정한 것이 많아 한국이나 중국과는 그 역사적 의미가 사뭇 다르다.

## '이름'의 어원
'이름'이라는 단어는 중세 한국어에서 '일홈' 또는 '일훔'이었으며, 이는 '*잃다'라는 동사의 명사형이다.
한편 동사 '이르다'는 중세 한국어에서 '니르다'였기 때문에 '이름'과는 어원적으로 관련이 없다.
또한 '이름'은 좁게는 성 뒤에 붙은 개인명(個人名: personal name)만을 말하며, 넓게는 성(姓)을 포함하여 사람이나 사물을 부르거나 가리키는 모든 명칭을 이름이라고 한다.

## 한국의 성씨

### 도입
한국에서 성씨가 사용되기 시작한 정확한 시기는 알 수 없으나, 한자(漢字) 등 중국 문물이 수입되었던 시기에 그와 함께 도입되었을 것으로 추정된다. 씨족 사회와 그 집단을 통치하는 지배자 계급이 발생함으로써 정치적 신분을 나타내는 표지로 쓰이게 되었다.
《삼국사기》와 《삼국유사》에 따르면, 고구려의 시조 주몽은 국호 고구려에서 따와 성을 고(高)씨로 하였으며, 주몽은 휘하의 충신에게 극(克)씨, 중실(仲室)씨, 소실(小室)씨 등을 사성(賜姓)하였다고 기록되어 있다. 백제에는 사마(司馬), 수미(首彌), 조미(祖彌), 고이(古爾), 목협(木劦) 등의 성을 가진 인물들이 기록되어 있으며, 왕이 하사한 백제 팔족성(八族姓)인 사(沙), 연(燕), 협(劦), 해(解), 진(眞), 국(國), 목(木), 백(苩)씨 등은 백제 권문세족(權門勢族)을 대표하는 성이었다. 백제의 시조인 온조왕은 부여에서 남하하였다고 하여 부여(夫餘)씨를 칭하였다. 후대의 백제 왕들 중에는 부여를 줄여 여(餘)라는 성을 사용하기도 했다. 또 우(優)란 성을 취한 백제왕도 있었다. 《삼국사기》 등에 기록된 백제 개국공신 중에는 마려(馬藜) 등이 있는데, 현재 마(馬)씨가 마려를 시조로 하고 있다.
신라에서는 박(朴), 석(昔), 김(金)의 세 성이 설화와 함께 전해져 내려오며, 유리왕 6년에 6부 촌장에게 각각 이(李)·최(崔)·정(鄭)·손(孫)·배(裵)·설(薛) 등의 성을 하사했다고 한다. 그러나 그러한 성이 당대에 실제로 쓰였는지는 명확하지 않으며, 565년 《북제서》에 신라 진흥왕인 김진흥(金進興)이 역사서에 처음으로 김씨 성을 쓰기 시작한 신라 사람으로 기록되어 있다.
신라가 삼국을 통일한 이후에도 대부분의 백성에게는 성이 없었다. 남북국시대 신라에서는 왕족을 제외하고는 최치원이나 장보고 등 중국과의 교류가 빈번한 계층에서부터 성을 만들어 사용하기 시작한 것으로 추정되고 있다. 본래 남해 완도의 천민(賤民) 출신인 장보고는 궁복(弓福)이라는 이름만 갖고 있었다. 그는 당나라로 건너가 벼슬길에 오르면서 당시 당나라 대성(大姓) 중 하나였던 장씨(張氏) 성을 취해 이름도 중국식으로 바꿨다. 발해에서는 대조영(大祚榮)이 대(大)씨 성을 사용하기 시작하였고, 현재 대(大)씨와 태(太)씨가 대조영을 시조로 삼고 있다.

### 정착
삼국 시대를 통틀어 이름은 대부분 고유어를 한자로 취음한 표기로, 오늘날의 3음절 성명과는 확연한 차이를 보였고, 남북국 시대까지는 극소수의 특정 계층을 제외하고는 성(姓)이 없었다. 심지어, 귀족집안이었던 고려 태조 왕건도 처음에는 왕씨가 아니었으며 성이 없었을 것으로 추측된다. 《고려사》를 비롯한 다른 어느 자료에서도 고려 태조의 선대(先代)가 어떤 성을 갖고 있었는지에 대한 기록은 없었다. 오히려 고려 태조의 윗대에서도 성은 갖고 있지 않았던 것으로 보인다. 왕건 자신의 경우도 원래 왕건이라는 이름을 사용했다기보다는 본래 성이 없었고 이름도 다른 것을 갖고 있었는데, 고려 개국과 함께 ‘왕’이라는 성을 사용하기 시작했을 것이다. 그러면서 도선의 예언을 내세우면서 성을 ‘왕’, 이름을 ‘건’이라고 했다고 보는 것이 타당하다.
《편년통록》 등에 의하면 왕건의 할아버지 작제건은 당나라 숙종의 아들이라고 사칭했다. 《고려사》에 따르면 충선왕(忠宣王)이 왕자로 원(元)나라에 가 있을 때 원나라 한림학사(翰林學士) 한 사람이 충선왕과 교제를 하고 있었는데 그는 충선왕에게 다음과 같이 질문을 하였다. “듣건대 그대의 조상은 당나라 숙종(755~762)에게서 태어났다고 하는데 어디에 근거가 있어서 나온 말인가? 사실 숙종은 어려서부터 한 번도 대궐 밖으로 나간 일이 없다고 하였다. 그리고 안록산(安祿山)의 난(亂)이 있을 때 영무(靈武)에서 즉위하였는데 어느 겨를에 당신의 나라 고려에 가서 자식까지 두었다는 것인가?” 이 말에 충선왕은 부끄러워 대답을 하지 못하였다.
이제현은 작제건(왕건의 조부), 용건(왕건의 아버지・다른 이름은 왕륭), 왕건 자신까지 3대가 이름에 ‘건(建)’자를 넣은 것은, 신라시대 존경의 표시였던 ‘간(干)’을 이름 밑에다 붙여서 부른 것이 한문으로 표기하는 과정에서 와전(訛傳)되어 ‘건’으로 바뀐 것이라고 하였다. 이제현이 왕건의 성명에 대해 비판한 것은 그가 고려 왕실의 계보를 믿지 않았음을 보여준다.
하지만 할아버지가 "작제건", 아버지가 "용건", 그 아들(고려태조)이 "왕건"으로서 "건"이 공통적으로 들어가는 것으로 보아, 서양의 귀족들이 아들 이름을 아버지, 할아버지와 똑같이 하면서 "2세", "3세" 등의 호칭을 붙이는 것과 유사한, 또는 부칭이나 성씨의 개념과 비슷한 그 무엇이 있지 않을까 추측되기도 한다. 아무튼 고려 초에도 한동안 성의 사용은 최상층 계급에 국한되었으며, 귀족 계급이라도 성을 갖지 않는 인물이 많았다. 참고로 왕건은 "임금 왕 세울 건"의 한자와는 상관 없는 당시의 순우리말, 즉 중세 한국어의 어떤 뜻을 지닌 단어일 가능성이 있으며, 그 말을 한자로 각각 왕을 임금 왕으로 표기하여 성, 건을 세울 건으로 표기하여 이름으로 만든 것이기 때문에 한국의 왕씨는 중국의 왕씨와는 한자는 같지만 관련이 전혀 없는 성이다.
신라 지증왕의 국호·왕호의 한자어 개정, 법흥왕의 연호·시호 사용, 경덕왕의 두 음절 지명 개정, 문무 관직명 개정 등 일련의 한화(漢化) 조치로 점차 중국식 이름이 보급되었고, 고려 태조가 후삼국의 통일 후 사성(賜姓)을 통해 귀족들이나 지방 유력자들에게 성씨를 갖게 하는 정책을 취하면서 한국에 성명(姓名) 제도가 자리잡기 시작했다.
태조 왕건이 궁예를 몰아내고 왕이 되는 것을 도운 네 명의 부장(副長)인 홍술(弘述), 백옥삼(白玉三·白玉杉), 능산(能山), 사귀(沙貴)도 이름만 있을 뿐 성은 없었다. 태조는 즉위한 후 홍술에게는 홍(洪), 백옥삼에게는 배(裵), 능산에게는 신(申), 사귀에게는 복(卜)씨 성과 함께 중국식 이름을 하사(下賜)했다. 이로써 홍술은 홍유(洪儒), 백옥삼은 배현경(裵玄慶), 능산은 신숭겸(申崇謙), 사귀는 복지겸(卜智謙)이라는 성명을 갖게 되었다.
고려시대를 거치면서 ‘성’은 관직으로 나가기 위한 필수 요건이 되었다. 1055년(고려 문종 9년) '성이 없는 사람은 과거에 합격할 자격이 없다'는 봉미제도(封彌制度)가 시행된 이후 성씨 제도가 귀족 계급의 정치적 신분과 혈통을 나타내는 표지로 자리잡았을 것으로 추정된다.

### 확대
조선시대 실학자 이중환은 《택리지》에서 우리나라 성씨의 본격적인 보급 시기를 고려 초로 잡고 있다. 주로 지배계층이 성씨를 가졌기 때문에 조선 초기만 해도 전 인구의 90%가 성씨가 없었다. 천민계층까지 성씨가 보급된 시기는 조선 후기로 1894년 갑오개혁으로 성씨의 대중화가 촉진됐고, 일제강점 직전 해인 1909년 민적법의 시행과 함께 누구나 성과 본을 갖게 됐다.
조선 중기부터 천민층을 제외한 양인들에게 성씨가 확대되기 시작하였다. 16세기 조선에서 성씨가 없는 무성층(無姓層) 비율은 전체 인구의 약 40%를 차지하였다. 왜란과 호란 이후 성씨와 족보가 없으면 상민으로 전락되어 군역을 져야했기 때문에 양반과 결탁하여 호적과 족보를 위조하려 했다. 조선 중기 이후 족보매매, 족보위조, 공명첩 등을 통해 일부 천민의 양민화가 이루어지는 등의 사회변화로 무성층의 비율은 줄어들었다. 조선 후기의 학자 다산 정약용(茶山 丁若鏞)은 목민심서(牧民心書) 제8권에서 “내가 서읍(西邑)에 있을 때 많은 사람들이 족보를 가져와 보아 달라고 했으나 그 중 열의 하나도 진짜가 없다.”며 이는 한 때의 세속(世俗)에 불과한 것으로 믿을 것이 못된다고 적고 있다. 대만 국립정치대학 김근식 교수(法制史)는 “김 이 박의 3대 성이 한국 인구의 대부분을 차지하는 것은 정상적인 친족관계로는 설명할 수 없고 평민, 천민 등 많은 사람들이 참칭(僭稱)했음을 시사한다”고 말했다.
위조 족보가 처음으로 사회에 물의를 일으켰던 시기는 18세기 후반이다. 주목할 점은 족보를 위조한 장본인이 양반이 아니었다는 점이다. 1764년 족보를 위조 판매하다가 발각되었던 김경희의 신분은 중인이었다. 양반이 아닌 중인 김경희가 여러 족보를 위조할 수 있었던 것은 그가 인쇄시설을 소유했기 때문이다. 몰락한 양반들로부터 족보를 사들이거나 문중 대표들에게 뇌물을 주고 여벌로 족보를 더 찍게 한 다음 비밀리에 건네받는 방식이었다. 족보 매매를 의뢰한 고객이 족보를 선택하면 고객의 이름이 들어갈 지면을 확정하고 그 부분에 어울리게 가계 기록을 위조해 별도의 종이에 활자로 인쇄했다. 그리고는 본래의 족보를 해체하여 원래의 지면을 빼내고, 그 대신 위조한 별지를 그 자리에 끼워 넣는 수법이었다.
보학(譜學) 관련 책에 나오는 내용은 공식 역사 기록에서 볼 수 없는 게 많다. 각 집안에서는 자기들 가문의 선대(先代)에 관한 기록이라는 이유로 신뢰를 보내지만, 그 중에는 검증되지 않는 것들이 적지 않다. 대표적으로 족보가 조작된 사례로 경주 김씨의 《신라삼성연원보》가 있다. 조선 인조 때 나왔다는 이 책의 저자는 조선 말기에 출생한 김경대(金景大)라는 사람이었다. 그는 경주 김씨(慶州 金氏)의 한 종인(宗人)이었다. 또한 《삼국사기》를 편찬한 김부식(金富軾)을 마의태자의 직계 후손으로 조작한 위보도 있다.
성씨를 가진 양반 중에서도 일부는 반역, 모반에 연루되면 노비로 강등되는 경우도 있었고, 첩의 자식은 서얼이라는 신분으로 차별받았다. 조선왕조실록, 조선 후기의 장적, 호구 단자, 수원성 축조시의 임금 노동자 기록, 소송 문건 등을 분석해 보면 일반 평민은 물론이고, 일부 노비도 김(金)씨, 이(李)씨 등 성을 가지고 있는 경우를 발견할 수 있다. 다만, 이들이 쓴 성이 본관까지 갖춘 명실상부한 성관(姓貫)이었는지는 알 수 없다. 《화성성역의궤》에 백성들의 이름을 기록하고 있는데 조선 후기에도 대부분의 백성들은 이름을 가지고 있지 않은 것으로 추정된다. 그래서 기록된 백성들의 이름들은 신체적인 특징을 바탕으로 기록하고 있다. 즉 키가 큰 사람들의 이름은 박큰노미(朴大老味), 최큰노미, 키가 작은 사람들은 김자근노미(金者斤老味), 임자근노미, 김작은복(金者斤福), 망아지처럼 잘 달리는 사람은 최망아지, 강아지처럼 생겼다고 김삽사리, 눈이 튀어나온 사람은 이부엉이, 지팽이처럼 말랐다고 신지팽(申之彭), 혹이 튀어 나왔다고 이혹불(李或不), 뚱뚱하고 느림보처럼 생겼다고 박뭉투리, 다리 길이가 작은 사람에게는 조조자근노미(趙足者斤老味), 착하다고 지어진 박선노미(朴善老味)·김순노미(金順老味), 일을 잘해 기특한 사람에게는 박기특·김기특이라고 천민들의 성과 이름을 짓고 기록하였다. 백성의 성씨와 이름을 알 수 없어 대충 나이로 이름 지은 기록도 있다. 나이가 한 오십쯤 된 것 같다고 김쉰동이(金五十同), 이름은 모르고 대충 태어난 달만 알아 지은 박시월쇠(朴十月金) 등이 있다. 김팔월쇠(八月金), 장막쇠, 정복쇠, 윤좀쇠 등 하층민의 이름에는 '김(金)'이나 '쇠'자가 들어가는 기록이 많다. 쇠가 곧 금(金)을 뜻하는 것이기에 돈을 많이 벌어 행복하게 살라는 의미이다.
한편 황현(黃玹)이 저술한 역사책 《매천야록》에 따르면, 조선 후기 흥선대원군이 전주 이씨의 인구를 의도적으로 늘리기 위해 성씨가 없던 백성 중에서 전주 이씨를 희망하는 자들을 모두 대동보에 올려주어 이 때 전주 이씨가 10만 명이 늘면서 흥선군이 기뻐하였다고 쓰여 있다.
1909년 민적법(民籍法)이 시행되어 모든 사람이 성과 본을 가지도록 법제화가 되면서 국민 모두가 성씨를 취득하게 되었다. 성씨가 없던 노비들은 모시던 주인의 성과 본관을 따르기도 하였고, 자신이 부리던 노비들을 모두 해방시키고 자신의 성씨를 부여해 주었던 양반도 있었다. 무성층에게 성을 갖도록 했더니 대부분이 인구가 많던 김씨, 이씨, 박씨로 신고를 하여 일부 성씨가 인구 대부분을 차지하는 기현상이 빚어졌다. 성씨의 종류가 4천개가 넘는 중국이나 10만개가 넘는 일본과 비교하면 한국은 성씨의 종류가 매우 적고, 그마저 인구도 편향되어 있기 때문에 인구가 기형적으로 많은 성본의 경우 씨족간 연대성은 찾기 힘들다. 신분질서 해방조치로서의 성씨 부여는 양반 질서를 허물겠다는 의도와는 달리 원래부터 인구가 많던 거대씨족을 더욱 더 거대하게 만들어주는 역효과를 불러왔다.

### 현황
2015년 대한민국 인구주택총조사 결과 외국에서 귀화하여 생긴 성씨까지 합하면 5,582개의 성씨가 있는 것으로 조사되었다. 이 중 한자(漢字)로 표기할 수 있는 성씨는 1,507개이고, 한자가 없는 성씨는 4,075개로 조사되었다. 인구 1,000명 이상인 본관은 858개로 전체 인구의 97.8%를 차지한다. 본관은 그 시조가 자리잡은 고향을 나타내는데, 현재 대한민국에서 가장 인구가 많은 성본은 김해 김씨이다. 각각의 성씨는 그 성씨 및 본관의 유래에 관한 설화를 갖고 있기도 하다. 한국에서는 토착 성본의 경우 신라 등 고대 왕조와 연관 짓거나 고려 때 창성한 경우가 많고, 이 밖에 중국에서 유래한 성씨도 많다. 다만, 모화사상(慕華思想)의 영향으로 대부분의 성씨가 가문의 권위를 높히기 위해 중국 성씨를 빌려 오거나 실제 조상이 아닌 중국 인물을 시조로 모시거나 했기 때문에 선계를 고증할 수 없는 경우에는 세계가 확실한 파조나 1세조를 실질적인 시조로 보는 것이 합리적이다. 서양식 이름에 보이는 가운데 이름(Middle Name)이나 부칭(父稱) 등은 없다.

## 이름

### 고대인의 이름
삼국시대의 고구려, 백제, 신라는 계층에 관계없이 전반적으로 고유어 이름을 썼다. 당시의 이름은 대부분 여러 음절이었을 것으로 추정되며, 한자로 차자 표기되었기 때문에 정확한 발음법은 알기 어렵다. 그러나, 신라가 삼국을 통일한 이후에는 지배 계급에서 중국식 성명을 채용함으로써 지배 계급에서 고유어 이름은 점차 사라졌다. 반면, 조선 시대에 들어서도 평민 이하의 일반 백성 사이에서는 오랫동안 고유어 이름이 계속 사용되는 경향을 보여 계층에 따른 차등을 보였다.
| 이름                                           | 성          | 신분          | 출신 국가     | 의미                               | 기타                                                                                        |
| ---------------------------------------------- | ----------- | ------------- | ------------- | ---------------------------------- | ------------------------------------------------------------------------------------------- |
| 주몽(朱蒙), 추모(鄒牟), 도모(都慕)             | 고(高)      | 군주          | 부여          | 부여어로 “활을 잘쏘는 사람”이란 뜻 |                                                                                             |
| 연개소문 (淵蓋蘇文)                            | 연(淵)      | 대막리지      | 고구려        |                                    | 중국 측 기록에는 천개소문(泉蓋蘇文), 일본서기에는 이리 카스미(伊梨 柯須彌)로 기록되어 있다. |
| 아란불(阿蘭弗)                                 |             | 국상(國相)    | 동부여        |                                    |                                                                                             |
| 사마(斯摩, 斯麻)                               | 부여 (扶餘) | 군주          | 백제          | “섬에서 태어났다”는 뜻             | 《일본서기》에 기록                                                                         |
| 복신(福信)                                     | 귀실 (鬼室) | 부흥군 지도자 | 백제          |                                    |                                                                                             |
| 혁거세(赫居世), 불거내(弗拒內)                 | 박(朴)      | 군주          | 사로국        | “밝은 아이”란 뜻                   |                                                                                             |
| 거칠부(居柒夫), 황종(荒宗), 구지포례(仇遲布禮) | 구(仇)      | 재상          | 신라          | 거친 사람, 거친 남자란 뜻          |                                                                                             |
| 이진아시 (伊珍阿豉)                            | 김(金)      | 군주          | 가야 (대가야) |                                    |                                                                                             |
| 고을라(高乙那)                                 | 고(高)      | 군주          | 탐라          |                                    |                                                                                             |
| 낙개제(諾皆諸)                                 | 낙(諾)      | 대수령        | 두막루        |                                    | 낙개제, 낙개몽, 낙사계 등                                                                   |

### 원 간섭기의 몽골식 이름
원나라의 고려 내정 간섭기에는 고려 국왕이 몽골식 이름과 고려식 이름을 함께 가지고 있었다. 29대 충목왕(몽골어: 八思麻朶兒只), 30대 충정왕(몽골어: 迷思監朶兒只), 31대 공민왕(몽골어: 伯顏帖木兒 파이엔티무르) 등으로 한자 표기된 몽골식 이름을 가졌다.

### 일제강점기의 일본식 이름
일제강점기에는 1940년부터 '창씨개명(創氏改名)'이라고 불린 일본식 성명 강요(日本式姓名強要)가 있었다. 창씨(創氏)란 '씨를 새로 만든다'는 뜻인데, 이는 조선식 성명(姓名)과 일본식 씨명(氏名)의 개념이 서로 다르기 때문이었다. 일본은 부계 혈통을 표시하는 성(姓)이 없고, 가계를 표시하는 씨(氏)만 있다. 일본식 씨명은 일가족이 모두 가장과 동일한 씨(氏)가 된다. 예를 들어, 남편이 김(金)을 씨로 쓸 경우 원래 이(李)씨였던 아내는 남편과 같은 김(金)씨가 되어야 했다. 이것은 성이 바뀌지 않고 동성끼리 혼인하지 않으며, 이성(異姓)의 아이를 입양하는 관습이 없는 조선의 전통과 배치되는 것이었다.
창씨개명 당시 이를 홍보하는 일본 관리들은 호적상 조선식 성명이 없어지는 것은 아니라고 했지만, 옛 조선 호적의 본관을 '성명 및 본관'으로 표기하여 참고 정도로 하고 일본식 씨명만을 공식적으로 사용함으로써 사실상 조선식 성명을 폐기하고자 하였다. 이를 거부할 경우에는 각종 불이익(입학 및 진학 거부, 취직 불편화, 관청의 용무 금지 등)이 뒤따랐다. 창씨한 사람 중에는 원래 성의 의미를 살리고자 궁리한 경우가 많았는데, 유형별로 살펴보면 다음과 같다.
- 원래 성의 글자가 포함된 일본 씨명을 찾거나 일본풍으로 만드는 방법
  - 김(金)씨는 金本 가네모토[*], 金子 가네코[*], 金山 가네야마[*]
  - 장(張)씨는 張本 하리모토[*], 張山 하리야마[*]
- 본관을 씨명으로 하는 방법
  - 光山 미쓰야마[*](광산 김씨)
- 시조의 설화를 토대로 하는 방법
  - 新井 아라이[*](경주 김씨), 國本 구니모토[*][21] (전주 이씨)
- 일본의 씨명과 같아 그대로 쓰는 경우
  - 林 하야시[*](임), 南 미나미[*](남), 柳 야나기[*](류), 吳 구레[*](오), 桂 가쓰라[*](계)

그 외에 일제에 대한 저항의 의미로 다음과 같이 씨성을 만들기도 했다.
- 일본인들이 숭배하는 천황가나 쇼군가 등 명문가문의 씨성을 쓰겠다고 제출
  - 徳川 도쿠가와[*], 豊臣 도요토미[*], 若松仁[22]
- 조선총독의 이름을 비꼬아 자신이 형이라는 의미로 조롱하여 지음
  - 南太郎 미나미 타로[*][23]
- 성을 가는 놈은 개자식이란 의미에서 犬子 이누코[*][24]

해방 후 조선 성명 복구령에 따라 한국인들은 원래의 성과 이름을 되찾았다. 다만, 재일 한국인 가운데에는 통명(通名)이라고 불리는 일본식 씨명을 사용하는 경우가 적지 않다.
장노년층 여성 중에서는 일제강점기의 영향으로 일본식 성명의 영향을 받은 이름을 사용하고 있는 경우가 있는데, 대부분 "-자(-子)"로 끝나는 이름이다. 자(子)로 끝나는 이름이 많은 것은 과거의 남아 선호 사상과도 무관하지 않은 것으로 평가된다. 대한민국에서 일본식 성명은 주요 개명 사유 가운데 하나이다. 남자의 경우는 여자보다 드물지만, 마지막 음절이 "-랑(-郞)" 등인 일본식 성명의 영향이 발견된다.

## 현대 한국인 성명의 여러 특징

### 음절의 수
현대 한국인의 성명은 한 음절의 성과 두 음절의 이름으로 이루어진 세 음절의 성명이 가장 흔하며, 그 다음으로 한 음절(외자)의 이름을 가진 두 음절 성명이 많다. 두 음절의 성으로 이루어진 복성의 경우에는 외자 이름인 경우가 적지 않다.
세 음절 보다 많은 이름은 상대적으로 드물다. 이러한 3음절 내지 2음절 선호의 경향은 한자어 이름뿐 아니라, 고유어 이름(한글 이름)이나 외래어 계열 이름에서도 마찬가지로 나타나며, 각종 문서에서 이름을 표기하는 란에도 3~5음절을 넘어가는 경우가 드물다. 이름은 한자의 의미를 따서 짓는 경우가 많으며, 이름에 사용하는 한자의 범위는 인명용 한자라 하여 법률로 정해져 있다. 한국어에서 한자(漢字)는 1자1음의 음독(音讀)이 원칙이므로, 일본과 같이 훈독이나 임의적인 읽기는 허용되지 않는다.

### 돌림자(항렬)
남성의 이름에는 전통적으로 항렬(行列)이라고 부르는 동족 간의 서열을 나타내는 돌림자를 사용했다. 반면에 돌림자를 가지고 있는 여성이나 여성을 위해 따로 돌림자를 정한 집안은 상당히 드물다. 서양이나 일본의 경우에는 부자간에 같은 이름이나 글자를 공유하는 경우가 많으나, 유교 전통의 대한민국이나 중국에서는 피휘(避諱)라 하여 이를 기피하였다. 오늘날에는 항렬에 크게 거리끼지 않고 이름을 짓는 경우가 많으나, 보수적인 가정에서는 아직도 항렬을 중시하는 경향이 있다.

### 고유어 이름
해방 이후 민족의식의 확산으로 고유어 이름을 부활하려는 움직임이 벌어졌다. 이는 1966년부터 1987년까지 계속된 서울대학교의 “고운이름 자랑하기 대회”로 본격화되어 “한글 이름”이라고 통칭되는 한국어의 고유 어휘를 사용한 이름이 작명에서 하나의 흐름으로 자리잡았다. 유형별로는 구체적인 명사에서 온 것(가람, 이슬, 하늘, 구슬 등), 추상명사에서 온 것(슬기, 한빛, 보라, 나라 등), 형용사에서 온 것(푸름, 힘찬, 빛나, 한결, 고운 등) 등이 있다.
또한, 고유어에 한자로 뜻을 부여해서 중의적인 이름을 짓기도 한다. 예를 들어, '김나라'의 경우 '나라' 낱말자체는 고유어 이름이면서 '娜羅'(아리따울 나+펼 라)와 같이 좋은 뜻의 한자를 찾아 씀으로서 이중으로 의미를 부여할 수도 있다.

### 이름의 성별 구분
일반적으로 여성의 이름은 남성의 이름보다 그 수가 훨씬 한정되어 있는데, 이는 의미나 어감에서 여성스러움을 나타내는 한자나 한글의 음이 한정되어 있기 때문이다. 여성 이름의 특징을 살펴보면, 한자를 사용하는 경우, 아름다움이나 맑음 등 여성적 미덕과 관련된 한자(美, 姸, 淑 따위)가 많이 사용된다. 또한, 여성의 이름에는 대부분 모음으로 끝나거나, 'ㄴ' 등 부드러운 느낌을 주는 받침이 들어간 음절이 사용되는데, 이러한 발음들은 남성 이름에도 사용되는 경우가 있기 때문에 구분이 엄밀한 것은 아니다.

### 종교
현대 한국은 종교가 기독교인 사람이 꽤 많기 때문에 이와 연관된 서양식 성명을 갖는 경우도 있다. 개신교의 경우, 성서의 인물(요셉, 요한, 한나 등)에서 따오거나, 로마 가톨릭교회, 동방정교회, 성공회에서는 성서나 기독교의 역사에서의 성인들의 이름(베드로, 바울, 마가, 마태, 에스더, 루디아 등)을 본따서 이름을 짓기도 한다. 또한 개신교인의 경우 이름에 하나님과 예수님을 상징하는 '하-' 또는 '예-'를 접두어로 붙여 예찬(예讚, 예수 찬양), 예은(예수님의 은혜) 등의 작명을 하는 경우도 상당수 있다.

### 귀화 한국인의 성명
외래 성씨는 중국에서 빌려온 성씨· 몽골 · 여진 · 위구르 · 아랍 · 베트남 · 일본 · 네덜란드 등이 있으며 대체로 중국 문화가 유행할 당시 중국의 성씨를 빌려와 사용을 하였다. 일본계로는 임진왜란 때 조선에 투항한 일본인 김충선을 시조로 하는 김해 김씨 (김충선)(우록 김씨)와 함박 김씨 등이 있다. 베트남계로는 베트남의 왕자 이용상을 시조로 하는 화산 이씨, 정선 이씨 등이 있다.
《조선왕조실록》에 의하면 조선에 귀화한 김씨 중 가장 많은 것은 여진족에 뿌리를 둔 김씨다. 6진(六鎭) 개척 당시 세종은 귀화한 여진족 수백 명에게 김씨 성을 하사했다. 《조선왕조실록》에 기록되어 있는 귀화 여진족의 이름은 다음과 같다.
- 세종 때
  - 김거파(金巨波) 김고도개(金古道介) 김구음파(金仇音波) 김권로(金權老) 김대두마(金大豆麻) 김도을온(金道乙溫) 김생아(金生阿) 김소응거(金所應巨) 김속응합(金速應哈) 김시구(金時具) 김아을사(金阿乙沙) 김오광아(金吾光阿) 김자환(金自還) 김파보하(金波寶下) 김파을대(金波乙大) 김희주(金希主) 등.
- 세조 때
  - 김걸도혁(金乞都革) 김공소(金公疎) 김교합(金咬哈) 김다롱합(金多弄哈) 김마상개(金麻尙介) 김우리개(金于里介) 김상미(金尙美) 김아도을치(金阿都乙赤) 김아라(金阿喇) 김아랑합(金阿郞哈) 김아을가(金阿乙加) 김역류(金易留) 김우두(金于豆) 김우허내(金右虛乃) 김유리가(金留里加) 김윤적(金允績) 김이랑합(金伊郞哈) 김인을개(金引乙介) 김입성(金入成) 김주창개(金主昌介) 김지하리(金之下里) 김차독(金箚禿) 김지칭가(金只稱哥) 김자라노(金者羅老).

또한 세종 이전에도 김씨 성을 하사받은 여진족이 있으며, 김고시가물(金高時加勿) 김광수(金光秀) 김대첩목아(金大帖木兒) 김동개(金同介) 등이 그들이다.
조선에 귀순한 여진족들에게 김씨 성을 내린 것은 12세기 여진족 아골타가 세운 금(金)나라와 관련이 있을 수 있다. 《조선왕조실록》을 보면 귀화한 여진족으로 김씨 성을 가지고 관직에 나간 사람이 많이 있다. 광해군(光海君) 때는 여진족이 조선 어디서든 살 수가 있어서 곳곳에서 그들을 볼 수 있다는 기록이 있다. 하지만 현재 여진족을 시조로 하는 김씨는 하나도 없다. 현재 여진족을 조상으로 하는 김씨가 적은 것은 모화사상(慕華思想) 때문일 것이다. 족보가 우후죽순(雨後竹筍)처럼 나오기 시작한 조선 중기 이후는 모화사상이 팽배해 있을 때였다. 당시 만주 오랑캐라고 하면 멸시의 대상이었다. 설사 여진족이나 거란족 귀화인을 조상으로 둔 귀화인이라고 하더라도 이를 감추었을 것이다.
현재 여진족을 시조로 하는 성씨는 청해 이씨 뿐이다. 몽골계로는 연안 인씨 등이 있다.
박연, 하멜 일행 등 네덜란드로부터의 유입도 있었다.
최근에는 국내 거주 외국인의 증가와 국제 결혼 등으로 한국으로 귀화한 사람들에 의해 새로운 성과 본이 계속 생겨나고 있다. 2000년 통계청의 인구 주택 총조사에 따르면, 현재 대한민국 내 귀화 성씨의 수는 총 442개로 토착 성씨 수의 1.5배에 달하며, 귀화 성씨와 토착 성씨를 합하면 성씨의 수는 692개이다. 이들은 대부분 한국인과의 혼인으로 귀화한 경우이며, 국가별로 보면 필리핀계가 145개로 가장 많고, 일본계, 중국계 순이다.
- 필리핀계(145개): 골라낙촌치타, 궐랑로즈, 글로리아 알퀘아포스 등
- 일본계(139개): 고전(古田), 길강(吉岡), 길성(吉省), 망절(網切) 등
- 중국계(83개): 노(蘆), 무(武), 악(岳), 왕(汪), 장(藏), 초(焦) 등
- 기타(75개): 누구엔티수안( 베트남계), 남캉캉마( 태국계), 투비악달( 방글라데시계)

유명 귀화인 중에는 귀화 당시 한국식으로 등록한 호적상의 성명을 쓰기도 하지만, 귀화 전의 이름을 같이 사용하는 경우가 많다. 개화기의 기독교 선교사들 중에는 귀화 여부에 상관없이 한국식 성명을 쓰기도 하였다.
2000년 이후에 국내에 들어온 외국인 이주자들이 한국에서 새터전을 잡게 되면서 한국사람에게 낯선 고유 이름에 갈음하여 통용되는 한국식 이름으로 바꾸는 경우가 늘고 있는 추세이다. 아직 이 사안에 대하여 자세한 연구가 이루어진 바는 없으나, 대부분 기존에 있는 외자 성을 채용하거나, 기존 외자 성에 자신의 국명이나 출신지의 음절을 따서 맞추거나 하는 식으로 성을 짓고 있다.

### 재외 한국인의 성명
재중동포들은 대한민국이나 조선민주주의인민공화국과 같이 한국식 성명을 쓴다. 다만, 한국과 중국에서 선호하는 글자나 발음 등의 차이로 인해 한국식 성명을 중국어 이름으로 쓰기 어색한 것을 피하기 위해 애초에 한식으로 작명하는 경우도 더러 있다. 재일 한국인은 일본식 이름인 통명(通名)을 사용하는 경우가 흔하며, 일본으로 귀화하는 경우에는 일본식 씨명으로 바꾸는 경우가 대부분이다.
재미 한국인은 대부분 한국의 성(姓)에 영어식 이름을 짓는 경우가 많다. 고려인도 성은 한국의 것을 쓰고, 이름은 러시아식으로 짓는 경우가 대부분이다. 고려인의 경우, 재중동포나 재일한국인과 달리 한자문화권에 생활하는 것이 아니기 때문에 본래의 성씨가 호적 등록 과정에서 변형된 경우가 많다.

## 이름과 문화

### 성명에 관한 법률

#### 성(姓)
대한민국과 조선민주주의인민공화국에서는 자녀는 아버지의 성을 따르는 것이 원칙이며, 귀화인이 아닌 이상 임의로 새로운 성을 만들 수 없다.(창성불허) 또한, 여성이 결혼해도 성이 바뀌지 않는다. 외국인이 대한민국에 귀화할 경우에는 성과 본관을 새로 만들어 신고하여야 한다. 다만, 대한민국에서는 2005년에 개정된 민법에 따라 2008년 1월 1일부터는 부모가 혼인신고 시에 어머니의 성과 본을 따르기로 협의한 경우에는 자녀가 어머니의 성을 따를 수 있고,(민법 제781조제1항 단서) 입양, 부모의 이혼이나 재혼의 경우에는 가정법원의 허가를 받아 자녀가 어머니, 양부 또는 계부의 성으로 성을 변경할 수 있다.(민법 제781조제6항)
대한민국에서는 1997년 이전에는 동성동본 간의 혼인이 법률상 금지되었으며, 이성동본의 경우도 일부 본관끼리는 혼인하지 않는 관례가 있었다. 동성동본 금혼 규정은 1997년의 헌법재판소의 헌법불합치 결정과 2005년의 민법 개정에 의해 법적으로는 폐지되었으나, 동성동본 사이의 결혼을 터부시하는 경향은 여전히 일부 남아 있다.
柳(류/유)와 羅(라/나)와 같은 몇몇 성 은 성의 한글표기에 관한 두음법칙 적용 여부에 대해서 사회적 논란이 있다.(예. 서애 류성룡) 대한민국에서는 주민등록상 성의 한글표기는 개인의 선택에 따라 둘 중 하나를 자유롭게 써왔고 호적에는 성을 한자로만 기재하여 오다가, 2000년대 초에 대한민국 대법원에서 호적을 전산화하면서 이들 성의 한글표기에 대해 획일적으로 두음법칙을 적용함으로써 '류'(柳)나 '라'(羅)로 성씨를 한글표기한 사람들의 반발을 불렀다. 이러한 반발이 지속되자 법원은 당사자가 정정허가신청을 할 경우에 호적상 성의 한글표기를 두음법칙이 적용되지 않는 것으로 고치는 것을 인정하였고, 결국 2009년에 국어심의회는 맞춤법 해설서에서 성씨의 두음법칙 적용에 관한 규정을 삭제하였다. 성의 한글표기를 정정한 사람의 98.5%는 류(柳)씨로 그 수가 압도적으로 많았고, 그 다음으로는 라(羅)씨가 1%를 차지했다.

#### 이름
이름에 사용하는 한자는 현재 대법원이 정한 한문교육용 기초한자, 인명용추가한자, 인명용한자허용자체 외에는 제한되어 있다. 이러한 제한은 1991년 이후 출생자에 대해 적용되며, 그 이전 출생자라도 개명시에는 인명용 한자 범위 내에서 새 이름을 정해야 한다. 또한, 이름에 사용하는 글자 수도 성(姓)을 제외한 다섯 글자까지만 등록할 수 있으며, 부모가 특이한 이름을 짓기를 원해도 법원의 판단에 따라 거부되는 경우가 있다.
대한민국에서 성(姓)을 변경하는 것은 매우 까다로운 반면, 개명에 관해서는 법원이 그 사유를 폭넓게 인정하므로 상대적으로 쉬운 편이다. 개명을 하려면 합당한 사유가 있어야 하며, 타당한 사유가 아니라고 판단되면 법원은 개명을 허가하지 않는다. 주요 개명 사유는 이름으로 인해 놀림감이 되는 경우, 범죄자 등 사회적 물의를 일으킨 사람과 이름이 같은 경우, 남자가 여자 같거나 여자가 남자 같은 이름인 경우, 일본식 이름일 경우, 이름이 나쁜 뜻일 경우, 영화나 드라마의 희화화된 등장인물(예. 영구)과 이름이 같은 경우, 가까운 친척 중에 동명이인이 있는 경우 등이다.

### 성(姓)과 양성평등
부모 중 아버지의 성을 따르는 전통적 성명 체제와 가족법 개정 이전의 호주제 등에 대한 비판으로 여성주의자들과 진보성향의 일부 지식인, 동성애자들을 중심으로 “부모 성 함께 쓰기 운동”이 1990년대 후반부터 전개되었다. 페미니스트 고은광순, 영화감독 이송희일, 영화제작자 김조광수 등이 일례이다. 이와 같은 부모의 성 함께 쓰기는 다른 문화권(스페인, 포르투갈 등)에서도 발견된다. 그러나, 한국의 성제도는 성(姓) 외에도 본(本)을 필수요소로 하고 있기 때문에 이는 법적으로 인정되지 않으며, 이러한 운동이 일반대중에게 미친 영향도 미미하다.
한편, 아버지의 성을 따르는 부성주의와 관련하여 대한민국의 헌법재판소는 '부성주의 자체는 위헌이라고 할 수 없으나, 예외를 두지 않는 것은 위헌'이라고 판시하였다. 즉, 헌법재판소는 출생 직후의 자(子)에게 성을 부여할 당시 부(父)가 이미 사망하였거나 부모가 이혼하여 모가 단독으로 친권을 행사하고 양육할 것이 예상되는 경우, 혼인외의 출생자를 부가 인지하였으나 여전히 모가 단독으로 양육하는 경우, 입양이나 재혼 등의 경우 성의 변경을 허용하지 않는 것은 개인의 인격권을 침해한다고 판시했다. 이에 따라 개정된 민법(민법 제781조제6항)에서는 가정법원의 허가를 받아 성을 변경하도록 하고 있는데, 헌법재판소에서 예시해 열거하고 있는 사유가 있음에도 불구하고 추가로 다른 요건을 요구하거나 성의 변경을 불허하는 경우에는 위헌적 제도 운영으로 평가될 소지가 있다.

## 본명 이외의 호칭
정식 이름 외에 이름을 대용하여 부르는 여러 호칭이 있다. 한(漢) 문화의 영향으로 호(號)나 자(字)같은 이름들도 있으나, 호의 경우는 문인이나 정치인 등 유명인이 멋을 살려 짓는 경우가 대부분으로 일반적이지 않으며, 자는 일반적으로 사용되지 않는다. 또 아명(兒名)이라 하여 정식 이름을 짓기 전에 집안에서 부모나 형제자매끼리 부르는 이름도 있다.
아명
아명 또는 아호라고 하며, 주로 어릴 때 집안에서 부모가 자식에게 사용하는 친근한 이름이다. 옛날에는 무병장수를 기원하는 의미에서 역설적으로 천한 뜻의 이름으로 아명을 지었다. 간혹 아명을 한자로 표기한 것이 정식 이름으로 발전하기도 한다.
택호
택호란 성명 대신에 그 사람의 출신지 이름에 댁을 얹어 부르는 호칭을 말한다. 주로 결혼한 여성의 시집오기 전 친정의 지명에 붙여 본명 대신에 부르는 통명으로 사용하였다. 예) 안성댁(安城宅), 용인댁(龍仁宅), 이천댁(利川宅) 등
지명 외에 남편의 직업이나 직함(사장→사장댁, 김선생님→김선생님댁) 등에 붙이기도 한다.
당호
당호란 성명 대신에 그 사람이 머무는 집이나 거처의 이름으로써 인명을 대신하여 부르는 호칭이다.
종교적 이름
종교에 따라 부여되는 특수한 이름들이 있다. 불교의 경우 일반인이 교의에 귀의하여 불자가 되고자 하면, 속세의 부모 내지는 보호자에 해당하는 은사(스님)로부터 새 이름을 받게 된다. 이를 법명(法名)이라고 한다. 법명을 받은 자가 수행을 거쳐 정식승려가 된 후에 여러 학업 및 수도를 통해 법납이 쌓이게 되면, 법명 외에 법호(法號)를 추가로 부여받는다.
가톨릭 신자의 경우에는 세례를 받을 때에 세례명을 받으며, 이 세례명은 대부분 가톨릭 성인(聖人)의 이름을 쓴다.

### 호칭 예절
한국인은 상대나 자신의 성씨를 묻고 답할 때, 일반적으로 "김"과 같이 단독으로 말하지 않고 "김씨"와 같이 씨(氏)를 붙여 답한다. 또한, 타인에게 부모나 선생님의 성명을 말할 경우에는 “홍, 길자, 동자입니다”와 같이 이름의 성을 제외한 각 글자 뒤에 자를 붙여서 말하는 것이 예의이다. 이는 부모의 성명을 직접 언급하는 것을 결례로 보는 피휘의 일종이다. 상대를 호칭할 때 성(姓)만 호칭하는 일은 없으며 반드시 뒤에 경칭을 붙이는데, 경칭의 종류와 성명의 조합에 따라서 각각의 호칭이 주는 어감이 다르므로 구별해서 써야 한다.
한국에서는 윗사람과 직접 대화할 때는 보통 윗사람의 직함 등으로 부르며, 직접 성명을 사용하여 부르는 일은 매우 드물다. 모르는 이의 이름을 알고자 직접 물어볼 때의 정중한 표현으로 "성함"이란 말을 쓴다.

## 로마자 표기
대한민국에서 한국어를 로마자로 표기하는 공식적인 방법은 문화관광부가 2000년에 제정한 로마자 표기법 고시가 있으나, 인명의 경우 그 적용이 엄격하지 않아 하나의 이름에 다양한 표기가 쓰인다. 조선민주주의인민공화국에서는 종래의 매큔-라이샤워 표기법을 계속 사용하고 있다. 한국어의 로마자 표기법은 최근에야 겨우 고교 교육 과정 부록에 수록되는 정도이기 때문에, 보통은 이름의 로마자 표기를 개인이 임의로 정하는 경우가 많고 관례적으로는 영어 철자법에 준한 것이 많다. 문씨가 'moon', 선씨가 'sun'으로 표기하는 경우가 이에 해당한다. 이 때문에, 박씨는 'Park, Pak, Bak', 이씨는 'Lee, Yi, Rhee, Reeh', 최씨는 'Choi, Choe, Choy' 등 다양한 표기가 보이며, 이러한 사정을 모르는 외국인들이 동일한 성의 다른 로마자 표기를 별개의 성으로 오인하는 경우도 많다. 예를 들어, 이씨는 보통 영어권의 성(姓)인 'Lee'를 쓰는 경우가 많지만, 이순신, 이승만은 기존 관례에 따라 각각 'Yi Sunsin', 'Syngman Rhee'로 표기한 것이다.
또, 최씨는 주로 Choi라고 쓰고 '초이'라고 읽어 외국인들이 헷갈려 한다.
성과 이름의 순서는 과거에는 유럽식으로 이름을 먼저, 성을 나중에 표기하는 경우가 많았으나, 최근에는 한국식으로 성을 이름보다 먼저 쓰는 경우도 많다. 영어 이름 중에서 자신의 이름과 비슷한 발음을 차용해 와서 쓰는 경우도 있다. 예) 선희는 써니(Sunny), 재희는 제이(Jay), 철수는 찰스(Charles), 태호는 테오(Teo) 등.
| 한글   | 한자       | 국어의 로마자 표기법 | 매큔-라이샤워 표기법 | 많이 사용되는 표기 | 기타 표기                    |
| ------ | ---------- | -------------------- | -------------------- | ------------------ | ---------------------------- |
| 김     | 金         | Gim                  | Kim                  | Kim                | Gim                          |
| 이(리) | 李         | I(남) / Ri(북)       | I(남) / Ri(북)       | Lee                | Yi, Rhee, Reeh               |
| 박     | 朴         | Bak                  | Pak                  | Park               | Bak, Pak                     |
| 최     | 崔         | Choe                 | Ch'oe                | Choi               | Choy, Chey                   |
| 정     | 鄭, 丁, 程 | Jeong                | Chŏng                | Jeong, Jung, Chung | Cheong, Joung, Chong, Choung |

엄익상 한양대학교 중어중문학과 교수는 한국어 인명 로마자 표기 실태와 다른 국가에서 대한민국의 공식 로마자 표기법을 받아들이는 것에 대해 다음과 같이 말한 바 있다.
중국어 로마자 표기법은 서구에서 100년 가까이 사용해오던 Wade-Giles법을 밀어내고 최근에는 1958년 중국정부가 제정한 한어병음방법을 전 세계적으로 사용하고 있다. 미국의회도서관은 물론 해외 도서관에서 한어병음으로 중국의 인명과 서명을 검색할 수 있게 되었다. 그러나 13억이 넘는 인구가 50년이 넘는 세월 동안 일률적으로 사용해온 경우와 성명의 표기는 개인의 자유라며 일반 국민은 물론 대통령까지 거의 모두 자유롭게 표기해온 국가와 비교가 될 수 있을까? 자기 집 영문 주소는 물론 성까지도 식구마다 다르게 표기할 수 있는 곳이 한국이다. 우리 스스로도 잘 지키지 않고, 수시로 바뀌는 표기법을 외국에서 뭘 믿고 쓰겠는가?

## 남북의 차이
분단 이후 문화적으로 남북이 단절되면서, 대한민국과 조선민주주의인민공화국의 인명 습관에는 약간의 차이가 발생하게 되었다. 대한민국의 작명(作名)이 시대별로 어느 정도 유행을 타고 변해 온 것과 달리, 북쪽의 작명은 기본적으로 전통 이름을 고수해 온 편이다. 대한민국에서 상당히 많은 비율로 존재하는 고유어 이름 등은 북쪽 사람에게는 보이지 않는다. 전통에 따라 형제임을 쉽게 구분할 수 있도록 돌림자로 이름을 짓고, 딸의 경우 자(子)자나, 순(純)자를 넣어 바르고 정직하게 살라는 의미를 담아 이름을 짓는 사례가 아직 존속되고 있다. 또한 대한민국은 남자 이름보다 여자 이름이 시대를 많이 타서 남자 이름은 많은 나이대를 통틀어서 쓰이는 이름이 많지만 여자는 시대를 많이 타기 때문에 수십년 전 가장 유행했던 이름도 촌스럽게 여긴다.
한편, 1970년대부터 김정일은 유일사상체계를 세우기 위해 개명운동을 지시해 김일성, 김정일이라는 이름을 가진 사람은 물론 김정숙(김정일 생모), 김형직-강반석(김일성 부모) 등 그 일가의 이름과 같은 주민들을 개명하도록 했다. 심지어 '미(美)'는 미국을 연상시킨다는 이유로 한동안 이름에 사용하지 못하다가 1990년대 이후 쓸 수 있게 되었다. 1990년대부터는 특히 평양산원에서 태어난 세 쌍둥이 이상의 쌍둥이에게는 김정일 우상화나 정권의 구호를 반영해 이름을 짓는 사례가 많다.
조선민주주의인민공화국에서는 한자의 한글표기에 관한 두음법칙을 인정하지 않으므로, 이(李)씨를 리씨로, 유(柳)씨와 유(劉)씨를 류씨로, 나(羅)씨를 라씨로, 임(林)씨를 림씨로 부른다.

## 중국, 베트남, 일본 이름과의 비교
한국 성명 체계는 한자 표기의 성과 두 음절 이름 등 중국 및 베트남과 외형상 유사점이 많다. 그러나, 각각의 문화에 따라 별도로 진화해 왔기 때문에 세부적으로는 차이점이 엄존한다. 한국과 달리, 현대 베트남에서는 한자를 전혀 쓰지 않기 때문에 기본적으로 한자 표기로 인한 국적 혼동의 우려는 없다.
한국 인명과 중국 인명은 한자로 표기했을 때는 국적을 잘 알 수 없는 경우도 있으나, 선호하는 글자, 음절이나 성씨의 빈도 등으로 차이를 알 수 있는 경우가 더 많다. 우선 박(朴)씨는 중국인에게는 거의 없는 성씨로서, 박(朴)씨인 사람은 한국인 또는 한국계라고 봐도 무방하다. 조(중국어 정체자: 曹, 한국 한자: 曺)씨나 배(중국어 정체자: 裴, 한국 한자: 裵)씨 등은 글자로 구분된다. 중국에서는 이름이나 애칭으로 링링(玲玲)이나 추이추이(翠翠)같이 같은 글자를 겹친 이름을 종종 볼 수 있지만, 한국에서는 이런 이름을 쓰는 경우가 거의 없다.
10위권 성씨를 보면 한국-중국 간에는 이(李), 조(趙), 장(張)의 세 성이, 한국-타이완 간에는 이(李), 장(張), 임(林)의 세 성이, 중국-타이완 간에는 왕(王), 황(黃), 진(陳), 이(李), 장(張), 유(劉), 양(楊), 오(吳)의 여덟 성이, 중국-베트남 간 및 타이완-베트남 간에는 진(陳), 황(黃)의 두 성이 겹친다. 한국과 베트남은 10위권 내에서 겹치는 성이 없다.
| 한국   | 金-李-朴-崔-鄭-姜-趙-尹-張-林 |
| 중국   | 王-李-張-劉-陳-楊-黃-趙-吳-周 |
| 타이완 | 陳-林-黃-張-李-王-吳-劉-蔡-楊 |
| 베트남 | 阮-陳-黎-黃-范-潘-武-鄧-裴-杜 |

일본의 성씨는 한자 두 글자나 세 글자로 이루어진 복성이 주류이므로, 한국, 중국, 베트남 등 다른 한자문화권 국가의 성(姓)과 구별이 된다. 다만, 일본의 외자성(보통은 훈독하므로 한음절이 아닌 다음절로 발음) 중에는 한·중·베트남과 겹치는 성이 몇몇 있고, 한자의 사용에 따라서는 흡사한 이름이 되는 경우도 간혹 있다.

## 대한민국의 인구 10대 성씨와 본관
다음은 2000년 통계청 인구 조사에 따라 10대 성씨와 본관을 보면 아래와 같다.

### 10대 성씨
| 순위 | 성씨   | 가구수    | 인구수    |
| ---- | ------ | --------- | --------- |
| 1    | 김(金) | 3,102,537 | 9,925,949 |
| 2    | 이(李) | 2,113,007 | 6,794,637 |
| 3    | 박(朴) | 1,215,918 | 3,895,121 |
| 4    | 최(崔) | 676,773   | 2,169,704 |
| 5    | 정(鄭) | 626,265   | 2,010,117 |
| 6    | 강(姜) | 325,288   | 1,044,386 |
| 7    | 조(趙) | 306,022   | 984,913   |
| 8    | 윤(尹) | 294,708   | 948,600   |
| 9    | 장(張) | 287,195   | 919,339   |
| 10   | 임(林) | 237,145   | 762,767   |

### 10대 본관
| 순위 | 본관                | 가구수    | 인구수    |
| ---- | ------------------- | --------- | --------- |
| 1    | 김해 김씨(金海金氏) | 1,295,080 | 4,124,934 |
| 2    | 밀양 박씨(密陽朴氏) | 946,307   | 3,031,478 |
| 3    | 전주 이씨(全州李氏) | 808,511   | 2,609,890 |
| 4    | 경주 김씨(慶州金氏) | 542,018   | 1,736,798 |
| 5    | 경주 이씨(慶州李氏) | 446,598   | 1,424,866 |
| 6    | 경주 최씨(慶州崔氏) | 304,722   | 976,820   |
| 7    | 진주 강씨(晉州姜氏) | 300,724   | 966,710   |
| 8    | 광산 김씨(光山金氏) | 258,936   | 837,008   |
| 9    | 파평 윤씨(坡平尹氏) | 221,477   | 713,947   |
| 10   | 청주 한씨(淸州韓氏) | 199,642   | 642,992   |

## 동음이성 목록
아래는 한글로 표기할 때 동음이 되는 서로 다른 성들의 목록이다.
| 성씨  | 한자 표기      |      | 성씨                   | 한자 표기 |                  | 성씨 | 한자 표기 |
| 강    | 姜, 康, 強, 剛 | 반   | 潘, 班                 | 순        | 舜, 淳, 順, 荀   |      |           |
| 견    | 堅, 甄         | 방   | 方, 房, 龐, 邦, 旁     | 시        | 時, 柴           |      |           |
| 경    | 慶, 景         | 범   | 范, 凡                 | 신        | 申, 辛, 愼       |      |           |
| 공    | 孔, 公         | 변   | 邊, 卞                 | 량/양     | 梁, 楊, 樑, 襄   |      |           |
| 구    | 具, 丘, 邱     | 봉   | 奉, 鳳                 | 림/임     | 林, 任           |      |           |
| 국    | 鞠, 國, 菊     | 빈   | 彬, 賓                 | 려/여     | 呂, 餘           |      |           |
| 기    | 奇, 箕         | 사   | 史, 舍, 謝             | 류/유     | 柳, 劉, 兪, 庾   |      |           |
| 라/나 | 羅, 奈         | 서   | 徐, 西                 | 리/이     | 李, 伊, 異       |      |           |
| 로/노 | 盧, 魯, 路     | 석   | 石, 昔, 碩             | 전        | 田, 全, 錢       |      |           |
| 뢰/뇌 | 雷, 賴         | 선   | 宣, 先                 | 정        | 鄭, 丁, 程, 正   |      |           |
| 단    | 段, 單, 端     | 설   | 薛, 偰                 | 조        | 趙, 曺           |      |           |
| 도    | 都, 道, 陶     | 성   | 星, 成                 | 주        | 朱, 周           |      |           |
| 돈    | 敦, 頓         | 소   | 蘇, 邵                 | 하        | 河, 夏           |      |           |
| 마    | 馬, 麻         | 송   | 宋, 松                 | 한        | 韓, 漢           |      |           |
| 문    | 文, 門         | 수   | 水, 洙                 | 선우      | 鮮牛, 蘚于, 鮮宇 |      |           |
| 서문  | 西門, 西問     | 제갈 | 諸葛, 諸갈, 諸曷, 諸渴 | 황보      | 皇甫, 黃甫       |      |           |

## 시대별 가장 흔한 이름 10선(選)
대법원 자료. 이 해에 태어난 신생아들의 이름 가운데 가장 흔한 것 10선(選)이다.

### 20세기

#### 여성
여성의 이름은 40, 50년대에는 '*자'라는 이름이 인기 있었고, 60년대는 '*숙'같은 이름 90년대는 '*지' '*진'같은 이름이 인기 있었다.
| 순위 | 1945년 | 1948년 | 1958년 | 1968년 | 1975년 | 1978년 | 1988년 | 1995년 | 1998년 |
| 1    | 영자   | 순자   | 영숙   | 미경   | 미영   | 지영   | 지혜   | 유진   | 유진   |
| 2    | 정자   | 영자   | 정숙   | 미숙   | 은정   | 은정   | 지은   | 민지   | 민지   |
| 3    | 순자   | 정순   | 영희   | 경희   | 은주   | 미영   | 수진   | 지은   | 수빈   |
| 4    | 춘자   | 정숙   | 명숙   | 경숙   | 은영   | 현정   | 혜진   | 지현   | 지원   |
| 5    | 경자   | 영숙   | 경숙   | 영숙   | 현주   | 은주   | 은지   | 지원   | 지현   |
| 6    | 옥자   | 영순   | 순자   | 미영   | 은경   | 은영   | 지영   | 수진   | 지은   |
| 7    | 명자   | 정자   | 정희   | 영미   | 지영   | 현주   | 아름   | 지혜   | 현지   |
| 8    | 숙자   | 영희   | 순옥   | 정희   | 미경   | 선영   | 지현   | 은지   | 은지   |
| 9    | 정순   | 정희   | 영순   | 정숙   | 현정   | 지연   | 지연   | 수빈   | 예진   |
| 10   | 화자   | 옥순   | 현숙   | 현숙   | 미정   | 혜진   | 보람   | 지영   | 예지   |

#### 남성
남성의 이름은 40년대에는 '*수' 70년대에는 '*훈'이 유행한걸 알 수 있다
| 순위 | 1945년 | 1948년 | 1958년 | 1968년 | 1975년 | 1978년 | 1988년 | 1995년 | 1998년 |
| 1    | 영수   | 영수   | 영수   | 성호   | 정훈   | 정훈   | 지훈   | 지훈   | 동현   |
| 2    | 영호   | 영호   | 영철   | 영수   | 성호   | 성훈   | 성민   | 동현   | 지훈   |
| 3    | 영식   | 영식   | 영호   | 영호   | 성훈   | 상훈   | 현우   | 현우   | 성민   |
| 4    | 정웅   | 영철   | 영식   | 영철   | 성진   | 성진   | 정훈   | 준영   | 현우   |
| 5    | 영길   | 정수   | 성수   | 정호   | 정호   | 지훈   | 동현   | 재현   | 준호   |
| 6    | 영일   | 종수   | 성호   | 영진   | 상훈   | 성호   | 준영   | 성민   | 민석   |
| 7    | 정수   | 정식   | 상철   | 병철   | 성민   | 정호   | 민수   | 성현   | 민수   |
| 8    | 정남   | 정호   | 종수   | 진호   | 영진   | 준호   | 준호   | 승현   | 준혁   |
| 9    | 광수   | 영환   | 경수   | 성수   | 상현   | 성민   | 상현   | 준호   | 준영   |
| 10   | 중수   | 광수   | 상호   | 재호   | 준호   | 민수   | 진우   | 민수   | 승현   |

### 21세기

#### 여성
| 순위 | 2005년 | 2006년 | 2008년 | 2009년 | 2013년 | 2015년 | 2017년 | 2019년 | 2021년 |
| 1    | 서연   | 서연   | 서연   | 서연   | 서연   | 서윤   | 하윤   | 지안   | 서아   |
| 2    | 민서   | 민서   | 민서   | 민서   | 서윤   | 서연   | 서윤   | 하윤   | 이서   |
| 3    | 서현   | 수빈   | 지민   | 서현   | 지우   | 지우   | 서연   | 서아   | 하윤   |
| 4    | 수빈   | 서현   | 서현   | 지우   | 서현   | 지유   | 하은   | 하은   | 지아   |
| 5    | 유진   | 민지   | 서윤   | 서윤   | 민서   | 하윤   | 지유   | 서윤   | 지안   |
| 6    | 민지   | 예은   | 예은   | 지민   | 윤서   | 서현   | 지우   | 하린   | 서윤   |
| 7    | 서영   | 지원   | 하은   | 수빈   | 채원   | 민서   | 하린   | 지유   | 아린   |
| 8    | 지원   | 수민   | 지우   | 하은   | 하윤   | 하은   | 수아   | 지우   | 아윤   |
| 9    | 수민   | 지민   | 수빈   | 예은   | 지아   | 지아   | 지아   | 수아   | 하은   |
| 10   | 예원   | 유진   | 윤서   | 윤서   | 은서   | 다은   | 서아   | 지아   | 하린   |

#### 남성
| 순위 | 2005년 | 2006년 | 2008년 | 2009년 | 2013년 | 2015년 | 2017년 | 2019년 | 2021년 |
| 1    | 민준   | 민준   | 민준   | 민준   | 민준   | 민준   | 도윤   | 서준   | 서준   |
| 2    | 현우   | 민재   | 지훈   | 지후   | 서준   | 서준   | 하준   | 하준   | 도윤   |
| 3    | 동현   | 지훈   | 현우   | 지훈   | 주원   | 하준   | 서준   | 도윤   | 하준   |
| 4    | 준혁   | 현우   | 준서   | 준서   | 예준   | 도윤   | 시우   | 은우   | 은우   |
| 5    | 민재   | 준서   | 우진   | 현우   | 시우   | 주원   | 민준   | 시우   | 시우   |
| 6    | 도현   | 현준   | 건우   | 예준   | 준서   | 예준   | 예준   | 지호   | 지호   |
| 7    | 지훈   | 승민   | 예준   | 건우   | 도윤   | 준우   | 주원   | 예준   | 예준   |
| 8    | 준영   | 민성   | 현준   | 현준   | 현우   | 지호   | 유준   | 유준   | 수호   |
| 9    | 현준   | 동현   | 도현   | 민재   | 건우   | 지후   | 지호   | 주원   | 유준   |
| 10   | 승민   | 성민   | 준혁   | 우진   | 지훈   | 준서   | 준우   | 민준   | 이안   |

## 같이 보기
- 한국의 성씨
- 한국의 성씨 목록
- 한국의 외래 귀화 성씨
- 한국의 사라진 성씨
- 한국의 복성
- 중국인의 성명
- 베트남 이름
- 일본 이름